# Vandijkophrynus inyangae
Vandijkophrynus inyangae es una especie de anfibio anuro de la familia Bufonidae.

## Distribución geográfica
Esta especie es endémica de las montañas Inyanga en el este de Zimbabue. Habita entre los 2400 y 2560 m sobre el nivel del mar. 
Su presencia es incierta en Mozambique.

## Descripción
El macho mide 40,4 mm y la hembra 42,6 mm.

## Etimología
Su nombre de especie le fue dado en referencia al lugar de su descubrimiento, las montañas Inyanga.

## Publicación original
- Poynton, 1963 : Descriptions of southern African amphibians. Annals of the Natal Museum, vol. 15, p. 319-332[5]